# Amazona (escacs)
|   | a | b | c | d | e | f | g | h |   |
| 8 | a8 black cross · e8 black cross · b7 black cross · e7 black cross · h7 black cross · c6 black cross · d6 black circle · e6 black cross · f6 black circle · g6 black cross · c5 black circle · d5 black cross · e5 black cross · f5 black cross · g5 black circle · a4 black cross · b4 black cross · c4 black cross · d4 black cross · e4 blanques dama · f4 black cross · g4 black cross · h4 black cross · c3 black circle · d3 black cross · e3 black cross · f3 black cross · g3 black circle · c2 black cross · d2 black circle · e2 black cross · f2 black circle · g2 black cross · b1 black cross · e1 black cross · h1 black cross | a8 black cross · e8 black cross · b7 black cross · e7 black cross · h7 black cross · c6 black cross · d6 black circle · e6 black cross · f6 black circle · g6 black cross · c5 black circle · d5 black cross · e5 black cross · f5 black cross · g5 black circle · a4 black cross · b4 black cross · c4 black cross · d4 black cross · e4 blanques dama · f4 black cross · g4 black cross · h4 black cross · c3 black circle · d3 black cross · e3 black cross · f3 black cross · g3 black circle · c2 black cross · d2 black circle · e2 black cross · f2 black circle · g2 black cross · b1 black cross · e1 black cross · h1 black cross | a8 black cross · e8 black cross · b7 black cross · e7 black cross · h7 black cross · c6 black cross · d6 black circle · e6 black cross · f6 black circle · g6 black cross · c5 black circle · d5 black cross · e5 black cross · f5 black cross · g5 black circle · a4 black cross · b4 black cross · c4 black cross · d4 black cross · e4 blanques dama · f4 black cross · g4 black cross · h4 black cross · c3 black circle · d3 black cross · e3 black cross · f3 black cross · g3 black circle · c2 black cross · d2 black circle · e2 black cross · f2 black circle · g2 black cross · b1 black cross · e1 black cross · h1 black cross | a8 black cross · e8 black cross · b7 black cross · e7 black cross · h7 black cross · c6 black cross · d6 black circle · e6 black cross · f6 black circle · g6 black cross · c5 black circle · d5 black cross · e5 black cross · f5 black cross · g5 black circle · a4 black cross · b4 black cross · c4 black cross · d4 black cross · e4 blanques dama · f4 black cross · g4 black cross · h4 black cross · c3 black circle · d3 black cross · e3 black cross · f3 black cross · g3 black circle · c2 black cross · d2 black circle · e2 black cross · f2 black circle · g2 black cross · b1 black cross · e1 black cross · h1 black cross | a8 black cross · e8 black cross · b7 black cross · e7 black cross · h7 black cross · c6 black cross · d6 black circle · e6 black cross · f6 black circle · g6 black cross · c5 black circle · d5 black cross · e5 black cross · f5 black cross · g5 black circle · a4 black cross · b4 black cross · c4 black cross · d4 black cross · e4 blanques dama · f4 black cross · g4 black cross · h4 black cross · c3 black circle · d3 black cross · e3 black cross · f3 black cross · g3 black circle · c2 black cross · d2 black circle · e2 black cross · f2 black circle · g2 black cross · b1 black cross · e1 black cross · h1 black cross | a8 black cross · e8 black cross · b7 black cross · e7 black cross · h7 black cross · c6 black cross · d6 black circle · e6 black cross · f6 black circle · g6 black cross · c5 black circle · d5 black cross · e5 black cross · f5 black cross · g5 black circle · a4 black cross · b4 black cross · c4 black cross · d4 black cross · e4 blanques dama · f4 black cross · g4 black cross · h4 black cross · c3 black circle · d3 black cross · e3 black cross · f3 black cross · g3 black circle · c2 black cross · d2 black circle · e2 black cross · f2 black circle · g2 black cross · b1 black cross · e1 black cross · h1 black cross | a8 black cross · e8 black cross · b7 black cross · e7 black cross · h7 black cross · c6 black cross · d6 black circle · e6 black cross · f6 black circle · g6 black cross · c5 black circle · d5 black cross · e5 black cross · f5 black cross · g5 black circle · a4 black cross · b4 black cross · c4 black cross · d4 black cross · e4 blanques dama · f4 black cross · g4 black cross · h4 black cross · c3 black circle · d3 black cross · e3 black cross · f3 black cross · g3 black circle · c2 black cross · d2 black circle · e2 black cross · f2 black circle · g2 black cross · b1 black cross · e1 black cross · h1 black cross | a8 black cross · e8 black cross · b7 black cross · e7 black cross · h7 black cross · c6 black cross · d6 black circle · e6 black cross · f6 black circle · g6 black cross · c5 black circle · d5 black cross · e5 black cross · f5 black cross · g5 black circle · a4 black cross · b4 black cross · c4 black cross · d4 black cross · e4 blanques dama · f4 black cross · g4 black cross · h4 black cross · c3 black circle · d3 black cross · e3 black cross · f3 black cross · g3 black circle · c2 black cross · d2 black circle · e2 black cross · f2 black circle · g2 black cross · b1 black cross · e1 black cross · h1 black cross | 8 |
| 7 | a8 black cross · e8 black cross · b7 black cross · e7 black cross · h7 black cross · c6 black cross · d6 black circle · e6 black cross · f6 black circle · g6 black cross · c5 black circle · d5 black cross · e5 black cross · f5 black cross · g5 black circle · a4 black cross · b4 black cross · c4 black cross · d4 black cross · e4 blanques dama · f4 black cross · g4 black cross · h4 black cross · c3 black circle · d3 black cross · e3 black cross · f3 black cross · g3 black circle · c2 black cross · d2 black circle · e2 black cross · f2 black circle · g2 black cross · b1 black cross · e1 black cross · h1 black cross | a8 black cross · e8 black cross · b7 black cross · e7 black cross · h7 black cross · c6 black cross · d6 black circle · e6 black cross · f6 black circle · g6 black cross · c5 black circle · d5 black cross · e5 black cross · f5 black cross · g5 black circle · a4 black cross · b4 black cross · c4 black cross · d4 black cross · e4 blanques dama · f4 black cross · g4 black cross · h4 black cross · c3 black circle · d3 black cross · e3 black cross · f3 black cross · g3 black circle · c2 black cross · d2 black circle · e2 black cross · f2 black circle · g2 black cross · b1 black cross · e1 black cross · h1 black cross | a8 black cross · e8 black cross · b7 black cross · e7 black cross · h7 black cross · c6 black cross · d6 black circle · e6 black cross · f6 black circle · g6 black cross · c5 black circle · d5 black cross · e5 black cross · f5 black cross · g5 black circle · a4 black cross · b4 black cross · c4 black cross · d4 black cross · e4 blanques dama · f4 black cross · g4 black cross · h4 black cross · c3 black circle · d3 black cross · e3 black cross · f3 black cross · g3 black circle · c2 black cross · d2 black circle · e2 black cross · f2 black circle · g2 black cross · b1 black cross · e1 black cross · h1 black cross | a8 black cross · e8 black cross · b7 black cross · e7 black cross · h7 black cross · c6 black cross · d6 black circle · e6 black cross · f6 black circle · g6 black cross · c5 black circle · d5 black cross · e5 black cross · f5 black cross · g5 black circle · a4 black cross · b4 black cross · c4 black cross · d4 black cross · e4 blanques dama · f4 black cross · g4 black cross · h4 black cross · c3 black circle · d3 black cross · e3 black cross · f3 black cross · g3 black circle · c2 black cross · d2 black circle · e2 black cross · f2 black circle · g2 black cross · b1 black cross · e1 black cross · h1 black cross | a8 black cross · e8 black cross · b7 black cross · e7 black cross · h7 black cross · c6 black cross · d6 black circle · e6 black cross · f6 black circle · g6 black cross · c5 black circle · d5 black cross · e5 black cross · f5 black cross · g5 black circle · a4 black cross · b4 black cross · c4 black cross · d4 black cross · e4 blanques dama · f4 black cross · g4 black cross · h4 black cross · c3 black circle · d3 black cross · e3 black cross · f3 black cross · g3 black circle · c2 black cross · d2 black circle · e2 black cross · f2 black circle · g2 black cross · b1 black cross · e1 black cross · h1 black cross | a8 black cross · e8 black cross · b7 black cross · e7 black cross · h7 black cross · c6 black cross · d6 black circle · e6 black cross · f6 black circle · g6 black cross · c5 black circle · d5 black cross · e5 black cross · f5 black cross · g5 black circle · a4 black cross · b4 black cross · c4 black cross · d4 black cross · e4 blanques dama · f4 black cross · g4 black cross · h4 black cross · c3 black circle · d3 black cross · e3 black cross · f3 black cross · g3 black circle · c2 black cross · d2 black circle · e2 black cross · f2 black circle · g2 black cross · b1 black cross · e1 black cross · h1 black cross | a8 black cross · e8 black cross · b7 black cross · e7 black cross · h7 black cross · c6 black cross · d6 black circle · e6 black cross · f6 black circle · g6 black cross · c5 black circle · d5 black cross · e5 black cross · f5 black cross · g5 black circle · a4 black cross · b4 black cross · c4 black cross · d4 black cross · e4 blanques dama · f4 black cross · g4 black cross · h4 black cross · c3 black circle · d3 black cross · e3 black cross · f3 black cross · g3 black circle · c2 black cross · d2 black circle · e2 black cross · f2 black circle · g2 black cross · b1 black cross · e1 black cross · h1 black cross | a8 black cross · e8 black cross · b7 black cross · e7 black cross · h7 black cross · c6 black cross · d6 black circle · e6 black cross · f6 black circle · g6 black cross · c5 black circle · d5 black cross · e5 black cross · f5 black cross · g5 black circle · a4 black cross · b4 black cross · c4 black cross · d4 black cross · e4 blanques dama · f4 black cross · g4 black cross · h4 black cross · c3 black circle · d3 black cross · e3 black cross · f3 black cross · g3 black circle · c2 black cross · d2 black circle · e2 black cross · f2 black circle · g2 black cross · b1 black cross · e1 black cross · h1 black cross | 7 |
| 6 | a8 black cross · e8 black cross · b7 black cross · e7 black cross · h7 black cross · c6 black cross · d6 black circle · e6 black cross · f6 black circle · g6 black cross · c5 black circle · d5 black cross · e5 black cross · f5 black cross · g5 black circle · a4 black cross · b4 black cross · c4 black cross · d4 black cross · e4 blanques dama · f4 black cross · g4 black cross · h4 black cross · c3 black circle · d3 black cross · e3 black cross · f3 black cross · g3 black circle · c2 black cross · d2 black circle · e2 black cross · f2 black circle · g2 black cross · b1 black cross · e1 black cross · h1 black cross | a8 black cross · e8 black cross · b7 black cross · e7 black cross · h7 black cross · c6 black cross · d6 black circle · e6 black cross · f6 black circle · g6 black cross · c5 black circle · d5 black cross · e5 black cross · f5 black cross · g5 black circle · a4 black cross · b4 black cross · c4 black cross · d4 black cross · e4 blanques dama · f4 black cross · g4 black cross · h4 black cross · c3 black circle · d3 black cross · e3 black cross · f3 black cross · g3 black circle · c2 black cross · d2 black circle · e2 black cross · f2 black circle · g2 black cross · b1 black cross · e1 black cross · h1 black cross | a8 black cross · e8 black cross · b7 black cross · e7 black cross · h7 black cross · c6 black cross · d6 black circle · e6 black cross · f6 black circle · g6 black cross · c5 black circle · d5 black cross · e5 black cross · f5 black cross · g5 black circle · a4 black cross · b4 black cross · c4 black cross · d4 black cross · e4 blanques dama · f4 black cross · g4 black cross · h4 black cross · c3 black circle · d3 black cross · e3 black cross · f3 black cross · g3 black circle · c2 black cross · d2 black circle · e2 black cross · f2 black circle · g2 black cross · b1 black cross · e1 black cross · h1 black cross | a8 black cross · e8 black cross · b7 black cross · e7 black cross · h7 black cross · c6 black cross · d6 black circle · e6 black cross · f6 black circle · g6 black cross · c5 black circle · d5 black cross · e5 black cross · f5 black cross · g5 black circle · a4 black cross · b4 black cross · c4 black cross · d4 black cross · e4 blanques dama · f4 black cross · g4 black cross · h4 black cross · c3 black circle · d3 black cross · e3 black cross · f3 black cross · g3 black circle · c2 black cross · d2 black circle · e2 black cross · f2 black circle · g2 black cross · b1 black cross · e1 black cross · h1 black cross | a8 black cross · e8 black cross · b7 black cross · e7 black cross · h7 black cross · c6 black cross · d6 black circle · e6 black cross · f6 black circle · g6 black cross · c5 black circle · d5 black cross · e5 black cross · f5 black cross · g5 black circle · a4 black cross · b4 black cross · c4 black cross · d4 black cross · e4 blanques dama · f4 black cross · g4 black cross · h4 black cross · c3 black circle · d3 black cross · e3 black cross · f3 black cross · g3 black circle · c2 black cross · d2 black circle · e2 black cross · f2 black circle · g2 black cross · b1 black cross · e1 black cross · h1 black cross | a8 black cross · e8 black cross · b7 black cross · e7 black cross · h7 black cross · c6 black cross · d6 black circle · e6 black cross · f6 black circle · g6 black cross · c5 black circle · d5 black cross · e5 black cross · f5 black cross · g5 black circle · a4 black cross · b4 black cross · c4 black cross · d4 black cross · e4 blanques dama · f4 black cross · g4 black cross · h4 black cross · c3 black circle · d3 black cross · e3 black cross · f3 black cross · g3 black circle · c2 black cross · d2 black circle · e2 black cross · f2 black circle · g2 black cross · b1 black cross · e1 black cross · h1 black cross | a8 black cross · e8 black cross · b7 black cross · e7 black cross · h7 black cross · c6 black cross · d6 black circle · e6 black cross · f6 black circle · g6 black cross · c5 black circle · d5 black cross · e5 black cross · f5 black cross · g5 black circle · a4 black cross · b4 black cross · c4 black cross · d4 black cross · e4 blanques dama · f4 black cross · g4 black cross · h4 black cross · c3 black circle · d3 black cross · e3 black cross · f3 black cross · g3 black circle · c2 black cross · d2 black circle · e2 black cross · f2 black circle · g2 black cross · b1 black cross · e1 black cross · h1 black cross | a8 black cross · e8 black cross · b7 black cross · e7 black cross · h7 black cross · c6 black cross · d6 black circle · e6 black cross · f6 black circle · g6 black cross · c5 black circle · d5 black cross · e5 black cross · f5 black cross · g5 black circle · a4 black cross · b4 black cross · c4 black cross · d4 black cross · e4 blanques dama · f4 black cross · g4 black cross · h4 black cross · c3 black circle · d3 black cross · e3 black cross · f3 black cross · g3 black circle · c2 black cross · d2 black circle · e2 black cross · f2 black circle · g2 black cross · b1 black cross · e1 black cross · h1 black cross | 6 |
| 5 | a8 black cross · e8 black cross · b7 black cross · e7 black cross · h7 black cross · c6 black cross · d6 black circle · e6 black cross · f6 black circle · g6 black cross · c5 black circle · d5 black cross · e5 black cross · f5 black cross · g5 black circle · a4 black cross · b4 black cross · c4 black cross · d4 black cross · e4 blanques dama · f4 black cross · g4 black cross · h4 black cross · c3 black circle · d3 black cross · e3 black cross · f3 black cross · g3 black circle · c2 black cross · d2 black circle · e2 black cross · f2 black circle · g2 black cross · b1 black cross · e1 black cross · h1 black cross | a8 black cross · e8 black cross · b7 black cross · e7 black cross · h7 black cross · c6 black cross · d6 black circle · e6 black cross · f6 black circle · g6 black cross · c5 black circle · d5 black cross · e5 black cross · f5 black cross · g5 black circle · a4 black cross · b4 black cross · c4 black cross · d4 black cross · e4 blanques dama · f4 black cross · g4 black cross · h4 black cross · c3 black circle · d3 black cross · e3 black cross · f3 black cross · g3 black circle · c2 black cross · d2 black circle · e2 black cross · f2 black circle · g2 black cross · b1 black cross · e1 black cross · h1 black cross | a8 black cross · e8 black cross · b7 black cross · e7 black cross · h7 black cross · c6 black cross · d6 black circle · e6 black cross · f6 black circle · g6 black cross · c5 black circle · d5 black cross · e5 black cross · f5 black cross · g5 black circle · a4 black cross · b4 black cross · c4 black cross · d4 black cross · e4 blanques dama · f4 black cross · g4 black cross · h4 black cross · c3 black circle · d3 black cross · e3 black cross · f3 black cross · g3 black circle · c2 black cross · d2 black circle · e2 black cross · f2 black circle · g2 black cross · b1 black cross · e1 black cross · h1 black cross | a8 black cross · e8 black cross · b7 black cross · e7 black cross · h7 black cross · c6 black cross · d6 black circle · e6 black cross · f6 black circle · g6 black cross · c5 black circle · d5 black cross · e5 black cross · f5 black cross · g5 black circle · a4 black cross · b4 black cross · c4 black cross · d4 black cross · e4 blanques dama · f4 black cross · g4 black cross · h4 black cross · c3 black circle · d3 black cross · e3 black cross · f3 black cross · g3 black circle · c2 black cross · d2 black circle · e2 black cross · f2 black circle · g2 black cross · b1 black cross · e1 black cross · h1 black cross | a8 black cross · e8 black cross · b7 black cross · e7 black cross · h7 black cross · c6 black cross · d6 black circle · e6 black cross · f6 black circle · g6 black cross · c5 black circle · d5 black cross · e5 black cross · f5 black cross · g5 black circle · a4 black cross · b4 black cross · c4 black cross · d4 black cross · e4 blanques dama · f4 black cross · g4 black cross · h4 black cross · c3 black circle · d3 black cross · e3 black cross · f3 black cross · g3 black circle · c2 black cross · d2 black circle · e2 black cross · f2 black circle · g2 black cross · b1 black cross · e1 black cross · h1 black cross | a8 black cross · e8 black cross · b7 black cross · e7 black cross · h7 black cross · c6 black cross · d6 black circle · e6 black cross · f6 black circle · g6 black cross · c5 black circle · d5 black cross · e5 black cross · f5 black cross · g5 black circle · a4 black cross · b4 black cross · c4 black cross · d4 black cross · e4 blanques dama · f4 black cross · g4 black cross · h4 black cross · c3 black circle · d3 black cross · e3 black cross · f3 black cross · g3 black circle · c2 black cross · d2 black circle · e2 black cross · f2 black circle · g2 black cross · b1 black cross · e1 black cross · h1 black cross | a8 black cross · e8 black cross · b7 black cross · e7 black cross · h7 black cross · c6 black cross · d6 black circle · e6 black cross · f6 black circle · g6 black cross · c5 black circle · d5 black cross · e5 black cross · f5 black cross · g5 black circle · a4 black cross · b4 black cross · c4 black cross · d4 black cross · e4 blanques dama · f4 black cross · g4 black cross · h4 black cross · c3 black circle · d3 black cross · e3 black cross · f3 black cross · g3 black circle · c2 black cross · d2 black circle · e2 black cross · f2 black circle · g2 black cross · b1 black cross · e1 black cross · h1 black cross | a8 black cross · e8 black cross · b7 black cross · e7 black cross · h7 black cross · c6 black cross · d6 black circle · e6 black cross · f6 black circle · g6 black cross · c5 black circle · d5 black cross · e5 black cross · f5 black cross · g5 black circle · a4 black cross · b4 black cross · c4 black cross · d4 black cross · e4 blanques dama · f4 black cross · g4 black cross · h4 black cross · c3 black circle · d3 black cross · e3 black cross · f3 black cross · g3 black circle · c2 black cross · d2 black circle · e2 black cross · f2 black circle · g2 black cross · b1 black cross · e1 black cross · h1 black cross | 5 |
| 4 | a8 black cross · e8 black cross · b7 black cross · e7 black cross · h7 black cross · c6 black cross · d6 black circle · e6 black cross · f6 black circle · g6 black cross · c5 black circle · d5 black cross · e5 black cross · f5 black cross · g5 black circle · a4 black cross · b4 black cross · c4 black cross · d4 black cross · e4 blanques dama · f4 black cross · g4 black cross · h4 black cross · c3 black circle · d3 black cross · e3 black cross · f3 black cross · g3 black circle · c2 black cross · d2 black circle · e2 black cross · f2 black circle · g2 black cross · b1 black cross · e1 black cross · h1 black cross | a8 black cross · e8 black cross · b7 black cross · e7 black cross · h7 black cross · c6 black cross · d6 black circle · e6 black cross · f6 black circle · g6 black cross · c5 black circle · d5 black cross · e5 black cross · f5 black cross · g5 black circle · a4 black cross · b4 black cross · c4 black cross · d4 black cross · e4 blanques dama · f4 black cross · g4 black cross · h4 black cross · c3 black circle · d3 black cross · e3 black cross · f3 black cross · g3 black circle · c2 black cross · d2 black circle · e2 black cross · f2 black circle · g2 black cross · b1 black cross · e1 black cross · h1 black cross | a8 black cross · e8 black cross · b7 black cross · e7 black cross · h7 black cross · c6 black cross · d6 black circle · e6 black cross · f6 black circle · g6 black cross · c5 black circle · d5 black cross · e5 black cross · f5 black cross · g5 black circle · a4 black cross · b4 black cross · c4 black cross · d4 black cross · e4 blanques dama · f4 black cross · g4 black cross · h4 black cross · c3 black circle · d3 black cross · e3 black cross · f3 black cross · g3 black circle · c2 black cross · d2 black circle · e2 black cross · f2 black circle · g2 black cross · b1 black cross · e1 black cross · h1 black cross | a8 black cross · e8 black cross · b7 black cross · e7 black cross · h7 black cross · c6 black cross · d6 black circle · e6 black cross · f6 black circle · g6 black cross · c5 black circle · d5 black cross · e5 black cross · f5 black cross · g5 black circle · a4 black cross · b4 black cross · c4 black cross · d4 black cross · e4 blanques dama · f4 black cross · g4 black cross · h4 black cross · c3 black circle · d3 black cross · e3 black cross · f3 black cross · g3 black circle · c2 black cross · d2 black circle · e2 black cross · f2 black circle · g2 black cross · b1 black cross · e1 black cross · h1 black cross | a8 black cross · e8 black cross · b7 black cross · e7 black cross · h7 black cross · c6 black cross · d6 black circle · e6 black cross · f6 black circle · g6 black cross · c5 black circle · d5 black cross · e5 black cross · f5 black cross · g5 black circle · a4 black cross · b4 black cross · c4 black cross · d4 black cross · e4 blanques dama · f4 black cross · g4 black cross · h4 black cross · c3 black circle · d3 black cross · e3 black cross · f3 black cross · g3 black circle · c2 black cross · d2 black circle · e2 black cross · f2 black circle · g2 black cross · b1 black cross · e1 black cross · h1 black cross | a8 black cross · e8 black cross · b7 black cross · e7 black cross · h7 black cross · c6 black cross · d6 black circle · e6 black cross · f6 black circle · g6 black cross · c5 black circle · d5 black cross · e5 black cross · f5 black cross · g5 black circle · a4 black cross · b4 black cross · c4 black cross · d4 black cross · e4 blanques dama · f4 black cross · g4 black cross · h4 black cross · c3 black circle · d3 black cross · e3 black cross · f3 black cross · g3 black circle · c2 black cross · d2 black circle · e2 black cross · f2 black circle · g2 black cross · b1 black cross · e1 black cross · h1 black cross | a8 black cross · e8 black cross · b7 black cross · e7 black cross · h7 black cross · c6 black cross · d6 black circle · e6 black cross · f6 black circle · g6 black cross · c5 black circle · d5 black cross · e5 black cross · f5 black cross · g5 black circle · a4 black cross · b4 black cross · c4 black cross · d4 black cross · e4 blanques dama · f4 black cross · g4 black cross · h4 black cross · c3 black circle · d3 black cross · e3 black cross · f3 black cross · g3 black circle · c2 black cross · d2 black circle · e2 black cross · f2 black circle · g2 black cross · b1 black cross · e1 black cross · h1 black cross | a8 black cross · e8 black cross · b7 black cross · e7 black cross · h7 black cross · c6 black cross · d6 black circle · e6 black cross · f6 black circle · g6 black cross · c5 black circle · d5 black cross · e5 black cross · f5 black cross · g5 black circle · a4 black cross · b4 black cross · c4 black cross · d4 black cross · e4 blanques dama · f4 black cross · g4 black cross · h4 black cross · c3 black circle · d3 black cross · e3 black cross · f3 black cross · g3 black circle · c2 black cross · d2 black circle · e2 black cross · f2 black circle · g2 black cross · b1 black cross · e1 black cross · h1 black cross | 4 |
| 3 | a8 black cross · e8 black cross · b7 black cross · e7 black cross · h7 black cross · c6 black cross · d6 black circle · e6 black cross · f6 black circle · g6 black cross · c5 black circle · d5 black cross · e5 black cross · f5 black cross · g5 black circle · a4 black cross · b4 black cross · c4 black cross · d4 black cross · e4 blanques dama · f4 black cross · g4 black cross · h4 black cross · c3 black circle · d3 black cross · e3 black cross · f3 black cross · g3 black circle · c2 black cross · d2 black circle · e2 black cross · f2 black circle · g2 black cross · b1 black cross · e1 black cross · h1 black cross | a8 black cross · e8 black cross · b7 black cross · e7 black cross · h7 black cross · c6 black cross · d6 black circle · e6 black cross · f6 black circle · g6 black cross · c5 black circle · d5 black cross · e5 black cross · f5 black cross · g5 black circle · a4 black cross · b4 black cross · c4 black cross · d4 black cross · e4 blanques dama · f4 black cross · g4 black cross · h4 black cross · c3 black circle · d3 black cross · e3 black cross · f3 black cross · g3 black circle · c2 black cross · d2 black circle · e2 black cross · f2 black circle · g2 black cross · b1 black cross · e1 black cross · h1 black cross | a8 black cross · e8 black cross · b7 black cross · e7 black cross · h7 black cross · c6 black cross · d6 black circle · e6 black cross · f6 black circle · g6 black cross · c5 black circle · d5 black cross · e5 black cross · f5 black cross · g5 black circle · a4 black cross · b4 black cross · c4 black cross · d4 black cross · e4 blanques dama · f4 black cross · g4 black cross · h4 black cross · c3 black circle · d3 black cross · e3 black cross · f3 black cross · g3 black circle · c2 black cross · d2 black circle · e2 black cross · f2 black circle · g2 black cross · b1 black cross · e1 black cross · h1 black cross | a8 black cross · e8 black cross · b7 black cross · e7 black cross · h7 black cross · c6 black cross · d6 black circle · e6 black cross · f6 black circle · g6 black cross · c5 black circle · d5 black cross · e5 black cross · f5 black cross · g5 black circle · a4 black cross · b4 black cross · c4 black cross · d4 black cross · e4 blanques dama · f4 black cross · g4 black cross · h4 black cross · c3 black circle · d3 black cross · e3 black cross · f3 black cross · g3 black circle · c2 black cross · d2 black circle · e2 black cross · f2 black circle · g2 black cross · b1 black cross · e1 black cross · h1 black cross | a8 black cross · e8 black cross · b7 black cross · e7 black cross · h7 black cross · c6 black cross · d6 black circle · e6 black cross · f6 black circle · g6 black cross · c5 black circle · d5 black cross · e5 black cross · f5 black cross · g5 black circle · a4 black cross · b4 black cross · c4 black cross · d4 black cross · e4 blanques dama · f4 black cross · g4 black cross · h4 black cross · c3 black circle · d3 black cross · e3 black cross · f3 black cross · g3 black circle · c2 black cross · d2 black circle · e2 black cross · f2 black circle · g2 black cross · b1 black cross · e1 black cross · h1 black cross | a8 black cross · e8 black cross · b7 black cross · e7 black cross · h7 black cross · c6 black cross · d6 black circle · e6 black cross · f6 black circle · g6 black cross · c5 black circle · d5 black cross · e5 black cross · f5 black cross · g5 black circle · a4 black cross · b4 black cross · c4 black cross · d4 black cross · e4 blanques dama · f4 black cross · g4 black cross · h4 black cross · c3 black circle · d3 black cross · e3 black cross · f3 black cross · g3 black circle · c2 black cross · d2 black circle · e2 black cross · f2 black circle · g2 black cross · b1 black cross · e1 black cross · h1 black cross | a8 black cross · e8 black cross · b7 black cross · e7 black cross · h7 black cross · c6 black cross · d6 black circle · e6 black cross · f6 black circle · g6 black cross · c5 black circle · d5 black cross · e5 black cross · f5 black cross · g5 black circle · a4 black cross · b4 black cross · c4 black cross · d4 black cross · e4 blanques dama · f4 black cross · g4 black cross · h4 black cross · c3 black circle · d3 black cross · e3 black cross · f3 black cross · g3 black circle · c2 black cross · d2 black circle · e2 black cross · f2 black circle · g2 black cross · b1 black cross · e1 black cross · h1 black cross | a8 black cross · e8 black cross · b7 black cross · e7 black cross · h7 black cross · c6 black cross · d6 black circle · e6 black cross · f6 black circle · g6 black cross · c5 black circle · d5 black cross · e5 black cross · f5 black cross · g5 black circle · a4 black cross · b4 black cross · c4 black cross · d4 black cross · e4 blanques dama · f4 black cross · g4 black cross · h4 black cross · c3 black circle · d3 black cross · e3 black cross · f3 black cross · g3 black circle · c2 black cross · d2 black circle · e2 black cross · f2 black circle · g2 black cross · b1 black cross · e1 black cross · h1 black cross | 3 |
| 2 | a8 black cross · e8 black cross · b7 black cross · e7 black cross · h7 black cross · c6 black cross · d6 black circle · e6 black cross · f6 black circle · g6 black cross · c5 black circle · d5 black cross · e5 black cross · f5 black cross · g5 black circle · a4 black cross · b4 black cross · c4 black cross · d4 black cross · e4 blanques dama · f4 black cross · g4 black cross · h4 black cross · c3 black circle · d3 black cross · e3 black cross · f3 black cross · g3 black circle · c2 black cross · d2 black circle · e2 black cross · f2 black circle · g2 black cross · b1 black cross · e1 black cross · h1 black cross | a8 black cross · e8 black cross · b7 black cross · e7 black cross · h7 black cross · c6 black cross · d6 black circle · e6 black cross · f6 black circle · g6 black cross · c5 black circle · d5 black cross · e5 black cross · f5 black cross · g5 black circle · a4 black cross · b4 black cross · c4 black cross · d4 black cross · e4 blanques dama · f4 black cross · g4 black cross · h4 black cross · c3 black circle · d3 black cross · e3 black cross · f3 black cross · g3 black circle · c2 black cross · d2 black circle · e2 black cross · f2 black circle · g2 black cross · b1 black cross · e1 black cross · h1 black cross | a8 black cross · e8 black cross · b7 black cross · e7 black cross · h7 black cross · c6 black cross · d6 black circle · e6 black cross · f6 black circle · g6 black cross · c5 black circle · d5 black cross · e5 black cross · f5 black cross · g5 black circle · a4 black cross · b4 black cross · c4 black cross · d4 black cross · e4 blanques dama · f4 black cross · g4 black cross · h4 black cross · c3 black circle · d3 black cross · e3 black cross · f3 black cross · g3 black circle · c2 black cross · d2 black circle · e2 black cross · f2 black circle · g2 black cross · b1 black cross · e1 black cross · h1 black cross | a8 black cross · e8 black cross · b7 black cross · e7 black cross · h7 black cross · c6 black cross · d6 black circle · e6 black cross · f6 black circle · g6 black cross · c5 black circle · d5 black cross · e5 black cross · f5 black cross · g5 black circle · a4 black cross · b4 black cross · c4 black cross · d4 black cross · e4 blanques dama · f4 black cross · g4 black cross · h4 black cross · c3 black circle · d3 black cross · e3 black cross · f3 black cross · g3 black circle · c2 black cross · d2 black circle · e2 black cross · f2 black circle · g2 black cross · b1 black cross · e1 black cross · h1 black cross | a8 black cross · e8 black cross · b7 black cross · e7 black cross · h7 black cross · c6 black cross · d6 black circle · e6 black cross · f6 black circle · g6 black cross · c5 black circle · d5 black cross · e5 black cross · f5 black cross · g5 black circle · a4 black cross · b4 black cross · c4 black cross · d4 black cross · e4 blanques dama · f4 black cross · g4 black cross · h4 black cross · c3 black circle · d3 black cross · e3 black cross · f3 black cross · g3 black circle · c2 black cross · d2 black circle · e2 black cross · f2 black circle · g2 black cross · b1 black cross · e1 black cross · h1 black cross | a8 black cross · e8 black cross · b7 black cross · e7 black cross · h7 black cross · c6 black cross · d6 black circle · e6 black cross · f6 black circle · g6 black cross · c5 black circle · d5 black cross · e5 black cross · f5 black cross · g5 black circle · a4 black cross · b4 black cross · c4 black cross · d4 black cross · e4 blanques dama · f4 black cross · g4 black cross · h4 black cross · c3 black circle · d3 black cross · e3 black cross · f3 black cross · g3 black circle · c2 black cross · d2 black circle · e2 black cross · f2 black circle · g2 black cross · b1 black cross · e1 black cross · h1 black cross | a8 black cross · e8 black cross · b7 black cross · e7 black cross · h7 black cross · c6 black cross · d6 black circle · e6 black cross · f6 black circle · g6 black cross · c5 black circle · d5 black cross · e5 black cross · f5 black cross · g5 black circle · a4 black cross · b4 black cross · c4 black cross · d4 black cross · e4 blanques dama · f4 black cross · g4 black cross · h4 black cross · c3 black circle · d3 black cross · e3 black cross · f3 black cross · g3 black circle · c2 black cross · d2 black circle · e2 black cross · f2 black circle · g2 black cross · b1 black cross · e1 black cross · h1 black cross | a8 black cross · e8 black cross · b7 black cross · e7 black cross · h7 black cross · c6 black cross · d6 black circle · e6 black cross · f6 black circle · g6 black cross · c5 black circle · d5 black cross · e5 black cross · f5 black cross · g5 black circle · a4 black cross · b4 black cross · c4 black cross · d4 black cross · e4 blanques dama · f4 black cross · g4 black cross · h4 black cross · c3 black circle · d3 black cross · e3 black cross · f3 black cross · g3 black circle · c2 black cross · d2 black circle · e2 black cross · f2 black circle · g2 black cross · b1 black cross · e1 black cross · h1 black cross | 2 |
| 1 | a8 black cross · e8 black cross · b7 black cross · e7 black cross · h7 black cross · c6 black cross · d6 black circle · e6 black cross · f6 black circle · g6 black cross · c5 black circle · d5 black cross · e5 black cross · f5 black cross · g5 black circle · a4 black cross · b4 black cross · c4 black cross · d4 black cross · e4 blanques dama · f4 black cross · g4 black cross · h4 black cross · c3 black circle · d3 black cross · e3 black cross · f3 black cross · g3 black circle · c2 black cross · d2 black circle · e2 black cross · f2 black circle · g2 black cross · b1 black cross · e1 black cross · h1 black cross | a8 black cross · e8 black cross · b7 black cross · e7 black cross · h7 black cross · c6 black cross · d6 black circle · e6 black cross · f6 black circle · g6 black cross · c5 black circle · d5 black cross · e5 black cross · f5 black cross · g5 black circle · a4 black cross · b4 black cross · c4 black cross · d4 black cross · e4 blanques dama · f4 black cross · g4 black cross · h4 black cross · c3 black circle · d3 black cross · e3 black cross · f3 black cross · g3 black circle · c2 black cross · d2 black circle · e2 black cross · f2 black circle · g2 black cross · b1 black cross · e1 black cross · h1 black cross | a8 black cross · e8 black cross · b7 black cross · e7 black cross · h7 black cross · c6 black cross · d6 black circle · e6 black cross · f6 black circle · g6 black cross · c5 black circle · d5 black cross · e5 black cross · f5 black cross · g5 black circle · a4 black cross · b4 black cross · c4 black cross · d4 black cross · e4 blanques dama · f4 black cross · g4 black cross · h4 black cross · c3 black circle · d3 black cross · e3 black cross · f3 black cross · g3 black circle · c2 black cross · d2 black circle · e2 black cross · f2 black circle · g2 black cross · b1 black cross · e1 black cross · h1 black cross | a8 black cross · e8 black cross · b7 black cross · e7 black cross · h7 black cross · c6 black cross · d6 black circle · e6 black cross · f6 black circle · g6 black cross · c5 black circle · d5 black cross · e5 black cross · f5 black cross · g5 black circle · a4 black cross · b4 black cross · c4 black cross · d4 black cross · e4 blanques dama · f4 black cross · g4 black cross · h4 black cross · c3 black circle · d3 black cross · e3 black cross · f3 black cross · g3 black circle · c2 black cross · d2 black circle · e2 black cross · f2 black circle · g2 black cross · b1 black cross · e1 black cross · h1 black cross | a8 black cross · e8 black cross · b7 black cross · e7 black cross · h7 black cross · c6 black cross · d6 black circle · e6 black cross · f6 black circle · g6 black cross · c5 black circle · d5 black cross · e5 black cross · f5 black cross · g5 black circle · a4 black cross · b4 black cross · c4 black cross · d4 black cross · e4 blanques dama · f4 black cross · g4 black cross · h4 black cross · c3 black circle · d3 black cross · e3 black cross · f3 black cross · g3 black circle · c2 black cross · d2 black circle · e2 black cross · f2 black circle · g2 black cross · b1 black cross · e1 black cross · h1 black cross | a8 black cross · e8 black cross · b7 black cross · e7 black cross · h7 black cross · c6 black cross · d6 black circle · e6 black cross · f6 black circle · g6 black cross · c5 black circle · d5 black cross · e5 black cross · f5 black cross · g5 black circle · a4 black cross · b4 black cross · c4 black cross · d4 black cross · e4 blanques dama · f4 black cross · g4 black cross · h4 black cross · c3 black circle · d3 black cross · e3 black cross · f3 black cross · g3 black circle · c2 black cross · d2 black circle · e2 black cross · f2 black circle · g2 black cross · b1 black cross · e1 black cross · h1 black cross | a8 black cross · e8 black cross · b7 black cross · e7 black cross · h7 black cross · c6 black cross · d6 black circle · e6 black cross · f6 black circle · g6 black cross · c5 black circle · d5 black cross · e5 black cross · f5 black cross · g5 black circle · a4 black cross · b4 black cross · c4 black cross · d4 black cross · e4 blanques dama · f4 black cross · g4 black cross · h4 black cross · c3 black circle · d3 black cross · e3 black cross · f3 black cross · g3 black circle · c2 black cross · d2 black circle · e2 black cross · f2 black circle · g2 black cross · b1 black cross · e1 black cross · h1 black cross | a8 black cross · e8 black cross · b7 black cross · e7 black cross · h7 black cross · c6 black cross · d6 black circle · e6 black cross · f6 black circle · g6 black cross · c5 black circle · d5 black cross · e5 black cross · f5 black cross · g5 black circle · a4 black cross · b4 black cross · c4 black cross · d4 black cross · e4 blanques dama · f4 black cross · g4 black cross · h4 black cross · c3 black circle · d3 black cross · e3 black cross · f3 black cross · g3 black circle · c2 black cross · d2 black circle · e2 black cross · f2 black circle · g2 black cross · b1 black cross · e1 black cross · h1 black cross | 1 |
|   | a | b | c | d | e | f | g | h |   |

|   | a                                                  | b                                                  | c                                                  | d                                                  | e                                                  | f                                                  | g                                                  | h                                                  |   |
| 8 | h7 negres rei · d5 blanques dama · a1 blanques rei | h7 negres rei · d5 blanques dama · a1 blanques rei | h7 negres rei · d5 blanques dama · a1 blanques rei | h7 negres rei · d5 blanques dama · a1 blanques rei | h7 negres rei · d5 blanques dama · a1 blanques rei | h7 negres rei · d5 blanques dama · a1 blanques rei | h7 negres rei · d5 blanques dama · a1 blanques rei | h7 negres rei · d5 blanques dama · a1 blanques rei | 8 |
| 7 | h7 negres rei · d5 blanques dama · a1 blanques rei | h7 negres rei · d5 blanques dama · a1 blanques rei | h7 negres rei · d5 blanques dama · a1 blanques rei | h7 negres rei · d5 blanques dama · a1 blanques rei | h7 negres rei · d5 blanques dama · a1 blanques rei | h7 negres rei · d5 blanques dama · a1 blanques rei | h7 negres rei · d5 blanques dama · a1 blanques rei | h7 negres rei · d5 blanques dama · a1 blanques rei | 7 |
| 6 | h7 negres rei · d5 blanques dama · a1 blanques rei | h7 negres rei · d5 blanques dama · a1 blanques rei | h7 negres rei · d5 blanques dama · a1 blanques rei | h7 negres rei · d5 blanques dama · a1 blanques rei | h7 negres rei · d5 blanques dama · a1 blanques rei | h7 negres rei · d5 blanques dama · a1 blanques rei | h7 negres rei · d5 blanques dama · a1 blanques rei | h7 negres rei · d5 blanques dama · a1 blanques rei | 6 |
| 5 | h7 negres rei · d5 blanques dama · a1 blanques rei | h7 negres rei · d5 blanques dama · a1 blanques rei | h7 negres rei · d5 blanques dama · a1 blanques rei | h7 negres rei · d5 blanques dama · a1 blanques rei | h7 negres rei · d5 blanques dama · a1 blanques rei | h7 negres rei · d5 blanques dama · a1 blanques rei | h7 negres rei · d5 blanques dama · a1 blanques rei | h7 negres rei · d5 blanques dama · a1 blanques rei | 5 |
| 4 | h7 negres rei · d5 blanques dama · a1 blanques rei | h7 negres rei · d5 blanques dama · a1 blanques rei | h7 negres rei · d5 blanques dama · a1 blanques rei | h7 negres rei · d5 blanques dama · a1 blanques rei | h7 negres rei · d5 blanques dama · a1 blanques rei | h7 negres rei · d5 blanques dama · a1 blanques rei | h7 negres rei · d5 blanques dama · a1 blanques rei | h7 negres rei · d5 blanques dama · a1 blanques rei | 4 |
| 3 | h7 negres rei · d5 blanques dama · a1 blanques rei | h7 negres rei · d5 blanques dama · a1 blanques rei | h7 negres rei · d5 blanques dama · a1 blanques rei | h7 negres rei · d5 blanques dama · a1 blanques rei | h7 negres rei · d5 blanques dama · a1 blanques rei | h7 negres rei · d5 blanques dama · a1 blanques rei | h7 negres rei · d5 blanques dama · a1 blanques rei | h7 negres rei · d5 blanques dama · a1 blanques rei | 3 |
| 2 | h7 negres rei · d5 blanques dama · a1 blanques rei | h7 negres rei · d5 blanques dama · a1 blanques rei | h7 negres rei · d5 blanques dama · a1 blanques rei | h7 negres rei · d5 blanques dama · a1 blanques rei | h7 negres rei · d5 blanques dama · a1 blanques rei | h7 negres rei · d5 blanques dama · a1 blanques rei | h7 negres rei · d5 blanques dama · a1 blanques rei | h7 negres rei · d5 blanques dama · a1 blanques rei | 2 |
| 1 | h7 negres rei · d5 blanques dama · a1 blanques rei | h7 negres rei · d5 blanques dama · a1 blanques rei | h7 negres rei · d5 blanques dama · a1 blanques rei | h7 negres rei · d5 blanques dama · a1 blanques rei | h7 negres rei · d5 blanques dama · a1 blanques rei | h7 negres rei · d5 blanques dama · a1 blanques rei | h7 negres rei · d5 blanques dama · a1 blanques rei | h7 negres rei · d5 blanques dama · a1 blanques rei | 1 |
|   | a                                                  | b                                                  | c                                                  | d                                                  | e                                                  | f                                                  | g                                                  | h                                                  |   |

Una amazona (també coneguda com a barreja de reina + cavall) és una peça d'escacs màgica que pot moure's com una reina o un cavall (o, equivalentment, com una torre, un alfil o un cavall). Es pot considerar, doncs, la suma de totes les peces d'escacs ortodoxes (sense incloure els peons ni el poder reial d'un rei).
No pot saltar sobre altres peces quan es mou com a reina, però pot fer-ho quan es mou com a cavall. L'amazona pot forçar l'escac i mat a un rei enemic sense l'ajuda de cap altra peça.
En els diagrames d'aquest article, l'amazona es representa com una reina. Els moviments d'escacs d'aquest article utilitza A com a notació per a l'amazona.

## Història
L'amazona és una de les peces d'escacs màgiques més simplement descrites i, per tant, té una llarga història i ha passat per molts noms. Es va experimentar i es va utilitzar àmpliament a l'edat mitjana per substituir l'antic ferz lent, i va competir amb la reina ortodoxa per aquest paper; tanmateix, la reina normal es va acabar guanyant, a causa de l'excessiu poder d'una amazona. A Rússia, durant molt de temps, la reina també es podia moure com un cavall; alguns jugadors van desaprovar aquesta capacitat de «galopar com el cavall» (= cavaller). El llibre A History of Chess (Una història d'escacs) de l'historiador d'escacs britànic H. J. R. Murray, pàgina 384, diu que «el senyor Coxe, que estava a Rússia el 1772, va veure jugar a escacs amb la reina també movent-se com un cavall».
L'amazona es va utilitzar per primera vegada en els escacs grans turcs, una variant medieval d'escacs, on s'anomenava «girafa». Apareix amb més fama com el «maharajà» a la variant d'escacs El maharajà i els espahís, on la única peça blanca es mou com una amazona.

## Valor
L'amazona té un valor molt alt (s'estima que és aproximadament 11⁄4 vegades la de la reina ordinària, és a dir, uns 11 o 12 punts) perquè controla tots els quadrats d'una zona de 5 × 5 quadrats i, per tant, pot atacar tot el que té a prop, omplint tota una zona amb atacs un cop es posa en posició, i pot forçar l'escac i mat. En canvi, tot i que el griu de la variant d'escacs medieval Grande Acedrex (que es mou un pas en diagonal abans de continuar el moviment com una torre) semblaria tenir el valor de dos torres (uns 10 o 11 punts), els quadrats que ataca són més dispersos i es pot defensar amb més facilitat que l'amazona.

Icona per a l'amazona que s'utilitza en els diagrames

En el joc final de «rei i amazona» contra «rei i canceller» (moviment torre + cavall), l'amazona sol guanyar, però en algunes posicions, la posició més feble pot obligar a fer taules mitjançant la creació d'una fortalesa. Aquestes fortaleses obliguen el bàndol amb l'amazona a fer un escac continu, ja que en cas contrari, el bàndol del canceller pot obligar a una simplificació o fer-ne el control continu. El «rei i amazona» contra «rei i canceller» és una victòria forçada per part de l'amazona; l'escac i mat pot ser forçat en quatre moviments. En comparació, la reina requereix 10 moviments i la torre en necessita 16. De fet, l'amazona ni tan sols necessita l'ajuda del seu rei per forçar l'escac i mat (com a exemple d'una posició d'escac i mat, el rei és a la cantonada i l'amazona atacant és el cavaller s'allunya d'ell), i aquest gran poder és el motiu pel qual no es veu tan sovint en les variants d'escacs com la princesa (alfil + cavall) o el canceller (torre + cavall).